# 郴江街道
郴江街道，是中华人民共和国湖南省郴州市北湖区下辖的一个乡镇级行政单位。

## 行政区划
郴江街道下辖以下地区：
商贸城社区、三里田村、渔场村、下湄桥村、同心桥村、高壁村、七里洞村和梨树山村。